# 夢助
『夢助』（ゆめすけ）は、忌野清志郎のソロ6枚目のスタジオ・アルバム。2006年10月4日発売。

## 概要
Steve Cropperをプロデューサーに、2006年5月・6月に、全編アメリカ・ナッシュビルでレコーディング。
NHKテレビ「時の旅人」にて製作過程が放送された楽曲「オーティスが教えてくれた」も収録。
細野晴臣、仲井戸麗市、三宅伸治らが楽曲を共作。
24頁ブックレットにはレコーディング風景などの写真が満載。2009年に逝去した忌野の生前最後のスタジオ・アルバムとなった。

## 再発盤
2008年12月17日には、SHM-CD仕様で再発。
2020年12月23日には、2014年最新リマスター音源収録の2LPとSHM-CD、貴重映像満載のレコーディング・ドキュメンタリー収録DVD、忌野直筆歌詞・貴重写真を掲載した豪華ブックレットをセットにした2014年リリース「夢助スーパー・デラックス・エディション」が完全限定アンコールプレスで再発された。

## 収録曲
全作詞･作曲：忌野清志郎（特記以外）
1. 誇り高く生きよう
2. ダンスミュージック・あいつ
3. 激しい雨　（作詞･作曲：忌野清志郎、仲井戸麗市）
4. 花びら
5. 涙のプリンセス　（作詞･作曲：忌野清志郎、三宅伸治）
6. 残り香
7. 雨の降る日
8. THIS TIME　（作詞･作曲：忌野清志郎、Steve Cropper）
9. 温故知新
10. 毎日がブランニューデイ　（作曲：仲井戸麗市）
11. オーティスが教えてくれた（作曲：Steve Cropper）
12. NIGHT AND DAY
13. ダイアモンドが呼んでいる
14. あいつの口笛　（作曲：細野晴臣）

## カバー
涙のプリンセス
- 大竹しのぶ & ナタデココ（2017年12月20日、三宅伸治のトリビュート・アルバム『ソングライター』収録）